# Helichrysum sanguineum
Helichrysum sanguineum (doslova „smil krvavý“) je rostlina rodu smil z čeledi hvězdnicovitých. Roste ve středomořských lesnatých lesích a keřnatých oblastech, mimo jiné v Izraeli. Dorůstá 20 až 40 centimetrů, stonky má ochlupené, listy jednoduché našedlé, květy 4 až 7 milimetrů široké, červené barvy. Jde o hemikryptofyt, což znamená, že jde o druh s obnovovacími pupeny v úrovni země. Kvete od dubna do června.
Její hebrejský název je דם המכבים‎ (dam ha-Makabim, „krev Makabejských“) a v Izraeli je používána jako symbol na Jom ha-zikaron (Den vzpomínky na padlé vojáky a oběti terorismu) podobně, jako je květ vlčího máku používán jako symbol na počest vojáků, kteří padli za první světové války. Její květy, symbolizující kapky krve, slouží jako „připomínka ceny, kterou musel Izrael zaplatit za svoji existenci“. V arabštině je rostlina známá jako دم المسيح (dam al-Massiah, „krev Kristova“).